# کاروش
کاروش (به مجاری:  Karos) یک شهرداری در مجارستان است که در ناحیه تسیگاند واقع شده‌است. کاروش ۱۵٫۳۳ کیلومتر مربع مساحت و ۵۰۴ نفر جمعیت دارد.